# FrieslandCampina Engro Pakistan
FrieslandCampina Engro Pakistan Limited (FCEPL) — пакистанская компания по производству молочных продуктов, являющаяся дочерним подразделением голландского многонационального кооператива FrieslandCampina. Штаб-квартира находится в Карачи.
Подразделение FrieslandCampina Engro Pakistan выпускает молочные продукты, мороженое и замороженные десерты, а также управляет молочной фермой.

## История
Компания FrieslandCampina Engro Pakistan была основана в 2005 году как дочерняя компания Engro Chemicals Pakistan Limited. В 2006 году завод компании был введён в эксплуатацию.
В 2011 году компания Engro Foods была зарегистрирована на фондовой бирже Карачи после первичного публичного размещения акций по цене исполнения 25 пакистанских рупий. К 2012 году рыночная капитализация компании была выше, чем у её материнской компании Engro Corporation.
В 2016 году голландский молочный кооператив Friesland Campina приобрёл 51 процент акций компании за 450 миллионов долларов США. В то время она всё ещё изо всех сил пыталась полностью охватить потребителей из-за слабой цепочки поставок.
В июле 2019 года компания сменила название на FrieslandCampina Engro Pakistan.

## Бренды
- Olper's
- Olper's Lite
- Omoré (замороженный десерт)
- Dairy Omung
- Omung Lassi
- Tarang[11]

## Заводы
Компания FrieslandCampina Engro Pakistan управляет двумя перерабатывающими заводами в следующих городах Пакистана:
- Суккур[12]
- Сахивал[13]